# Hydrogonium inflexum
Hydrogonium inflexum là một loài Rêu trong họ Pottiaceae. Loài này được (Duby) P.C. Chen mô tả khoa học đầu tiên năm 1941.